# Alumni
Alumni es una locución latina que es la forma plural del sustantivo latino ălumnus o alumnus (‘discípulo, estudiante’, a su vez derivado del verbo latino alĕre ‘alimentar’), y que actualmente, por influencia del idioma inglés, se usa para referir a los antiguos alumnos graduados de una institución académica.

## Otros nombres e internacionalización
El término comenzó a usarse en países anglófonos, pero se expandió internacionalente. En países hipanoparlantes el término alumni, se usa para referirse a exalumnos, egresados o antiguos estudiantes de una institución educativa.
También es posible referirse a los antiguos estudiantes con el término alumnado, pero este término también acoge a alumnos que aún cursan estudios. La definición de De Col para alumnado en latín es: cuncti alumni; scholástici; dis-cípuli mpl. (el número de estudiantes; escolásticos; discípulos mpl.).
Para el término exalumno, el prefijo ex, debe de usarse conectado a la palabra y no recurrir a una espaciado, ni tampoco al signo ortográfico guion (-), dado a las reglas fijadas para las palabras univerbales. 
En la cultura británica, se usan también los términos Old Boy y Old Girl para antiguos estudiantes.

## Antecedentes

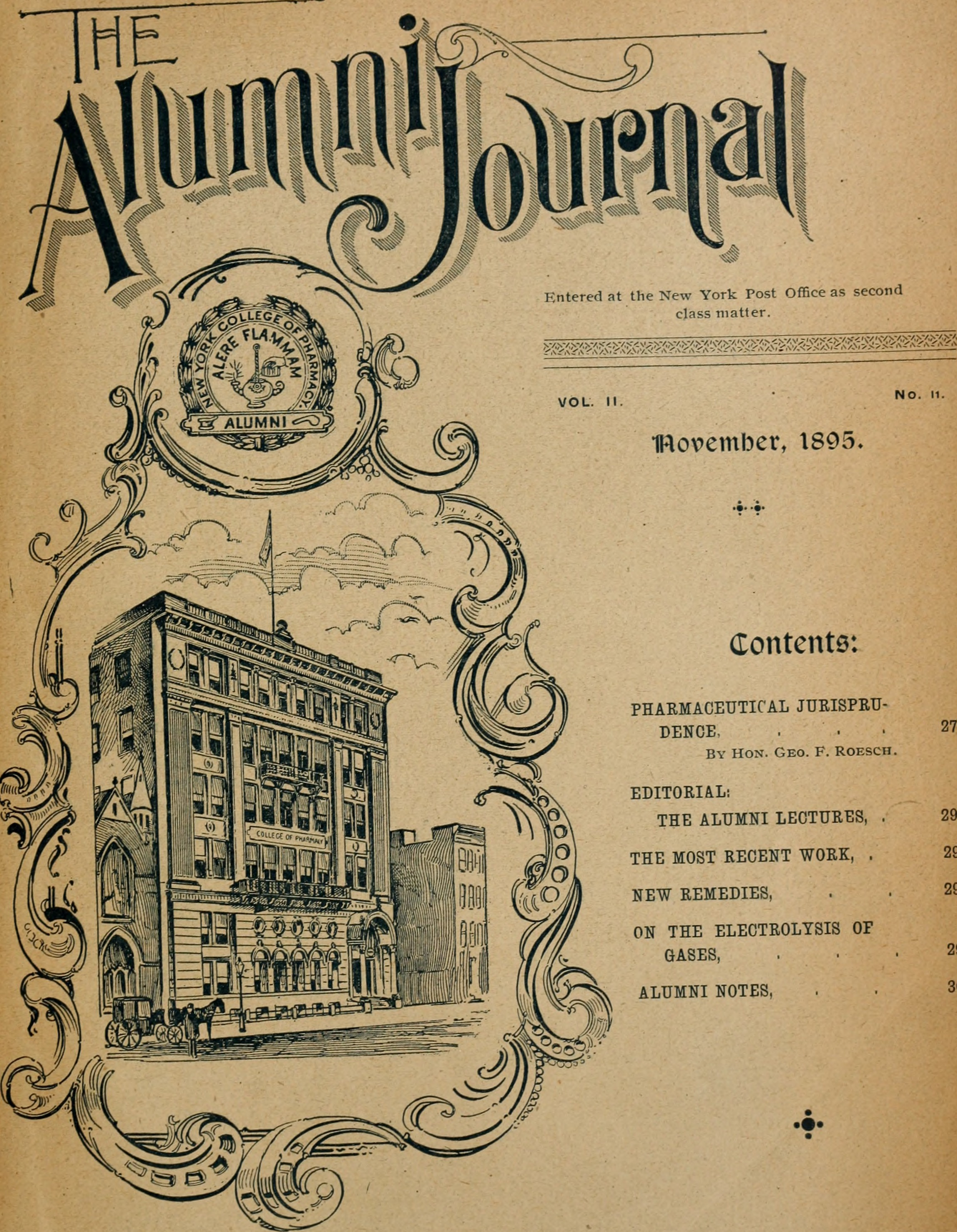
The Alumni Journal (1895). Publicado en Nueva York por la Alumni Association of the College of Pharmacy of the City of New York

Las asociaciones de alumni son muy importantes dentro de las estructuras sociales de las universidades del Reino Unido y de los Estados Unidos, pues organizan eventos, editan publicaciones o revistas y recaudan fondos para la organización. Muchas ofrecen beneficios y servicios que ayudan a los alumni a mantener comunicación con su alma mater y con sus compañeros graduados. Además, ofrecen foros a los nuevos alumni, para entablar nuevas relaciones comerciales con personas de preparación similar.
Las asociaciones de alumni están formadas sobre las relaciones de los estudiantes en la universidad y los departamentos universitarios, pero pueden organizarse según otros criterios. Por ejemplo, "graduados extranjeros en Nueva York, graduados de Pedagogía Molecular". Hoy en día, las asociaciones de alumni incluyen graduados de la mayoría de las profesiones de las universidades anglosajonas. Estas asociaciones también pueden extenderse para formar grupos independientes, como lo son las organizaciones fraternales.
En España existe la asociación alumni España, con más de 40 universidades asociadas que se centran en la venta de cursos on-line. Se formó para establecer una Red de Asociaciones de Antiguos Alumnos de las Universidades Españolas con el objeto de mantener, al menos, una reunión anual.

## Tradiciones en acto de graduación
Normalmente a los egresados durante la ceremonia de graducación, se les otorga un diploma certificado con el logro obtenido, a esto también se le puede acompañar de un recuerdo o un premio de cualquier tipo. En la tradición de países anglófonos, suele otorgarse un anillo de graduación y luego celebran lanzando los birretes, pero esto es variable dependiendo de cada institución.

## Galería

Cartilla de encuentro anual en 1900
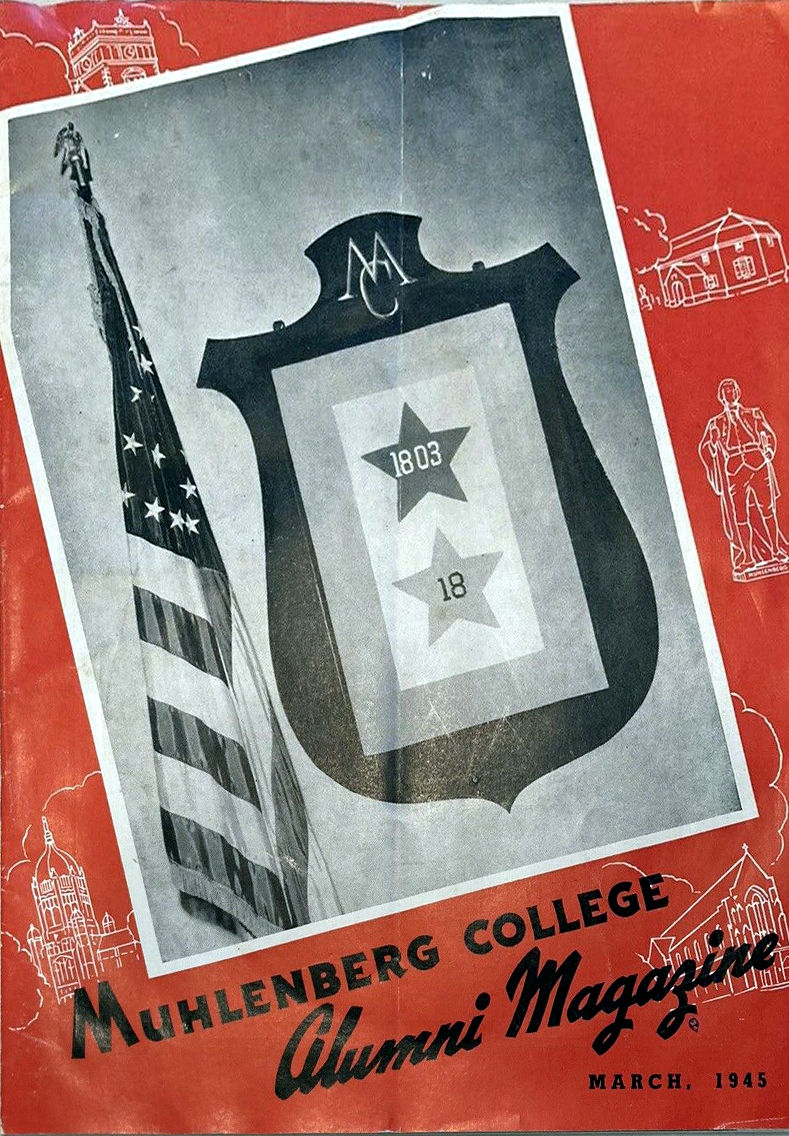
Revista de exalumnos de 1945
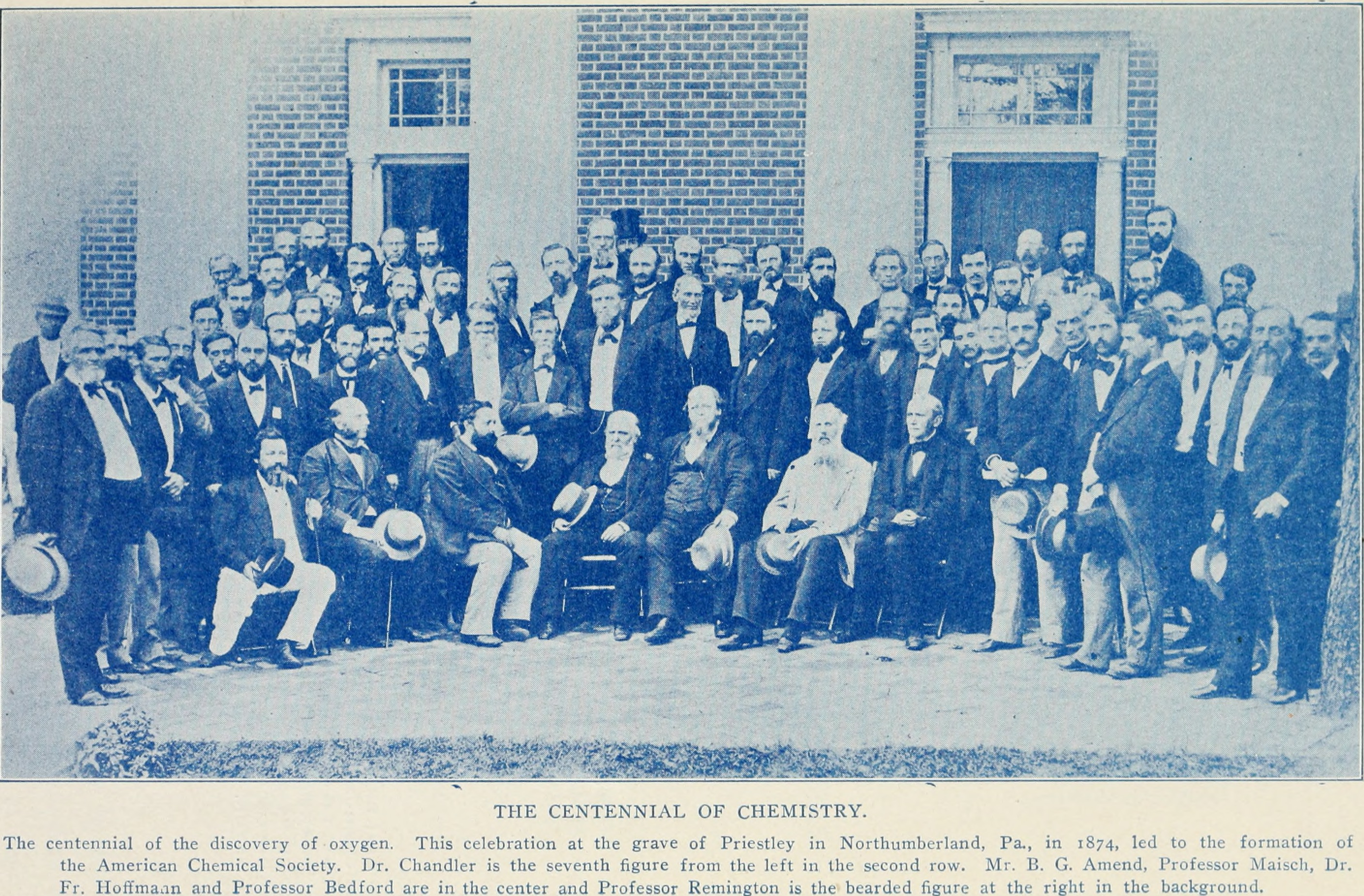
Foto de un encuentro de antiguos estudiantes
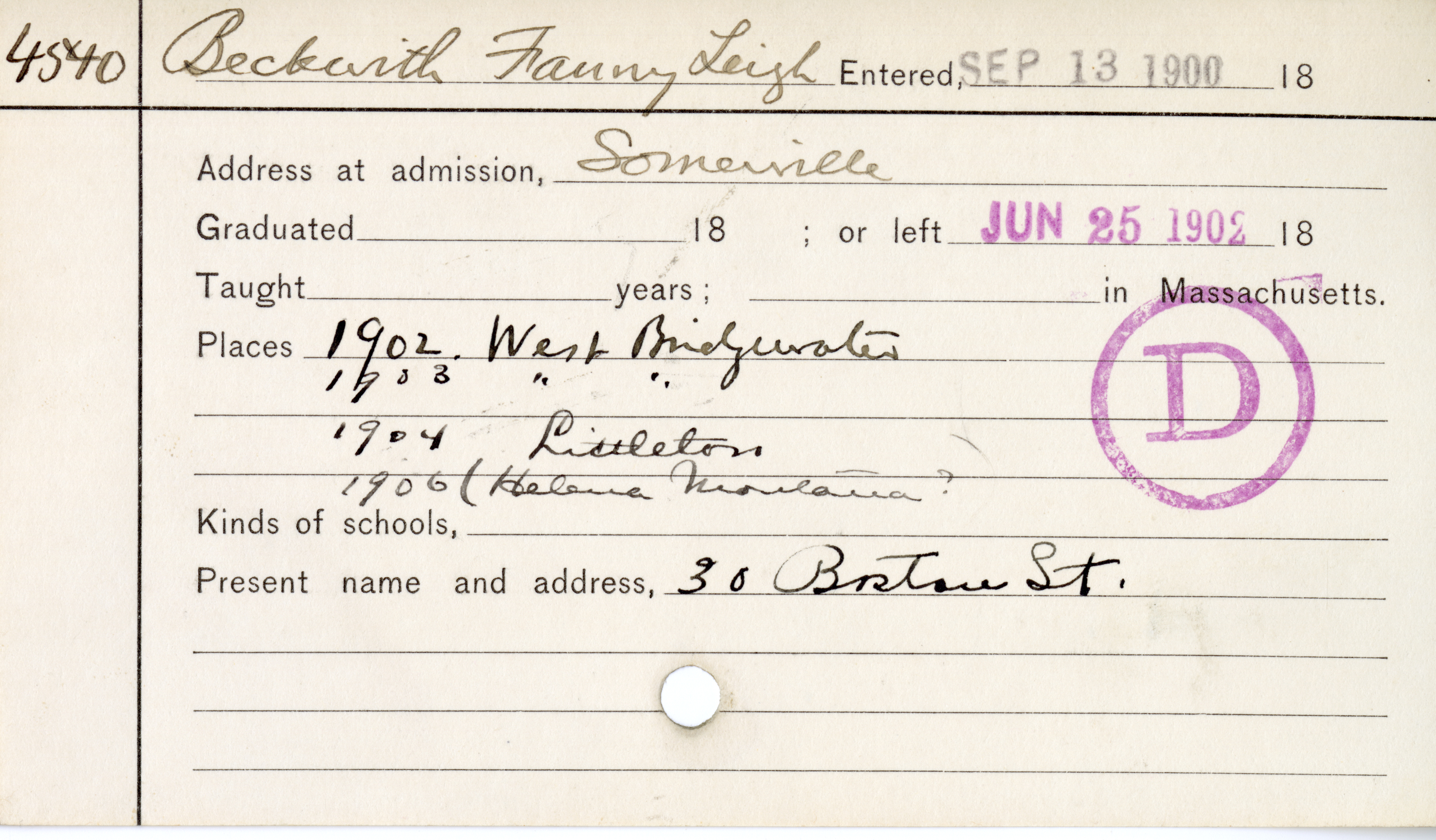
Tarjeta de registro de alumni en 1900
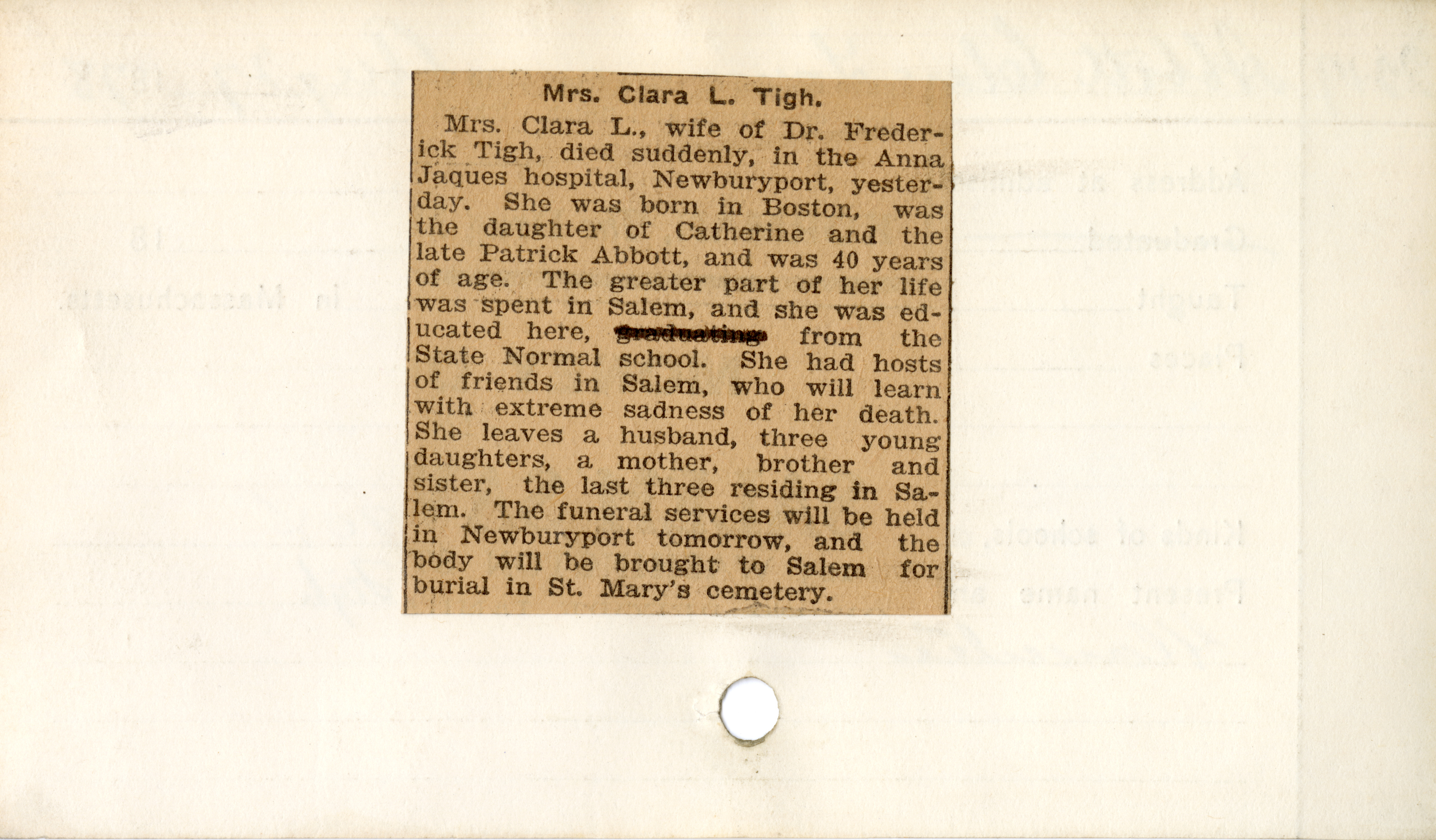
Registro de defunción de un miembro
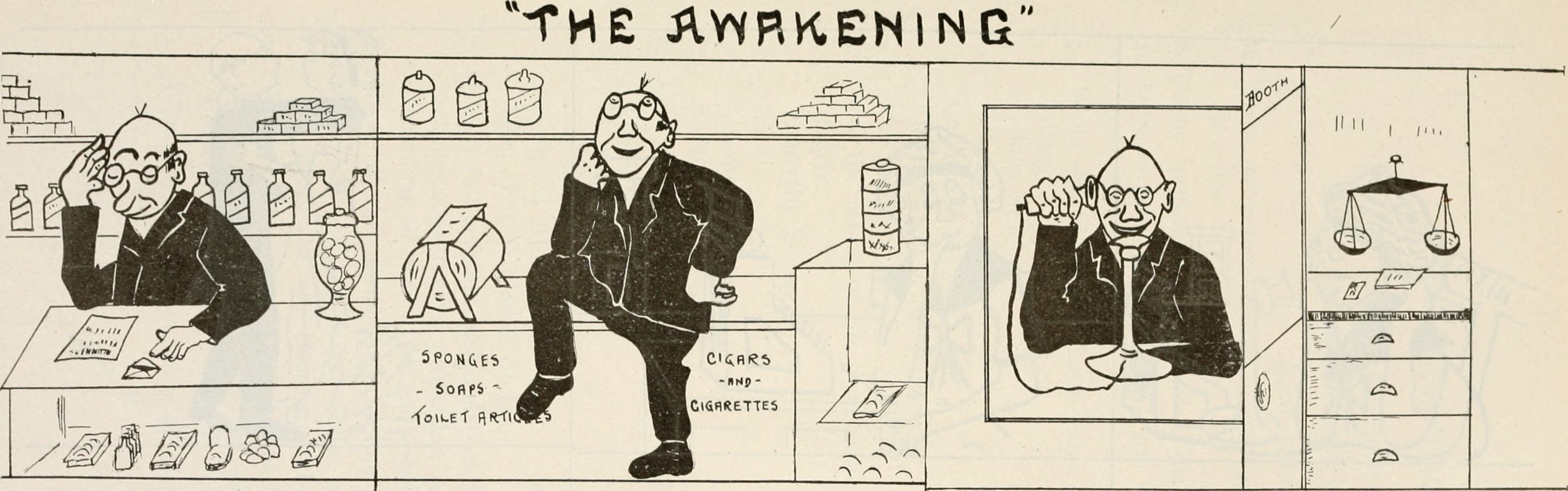
Tira cómica de una agrupación de exalumnos de Química
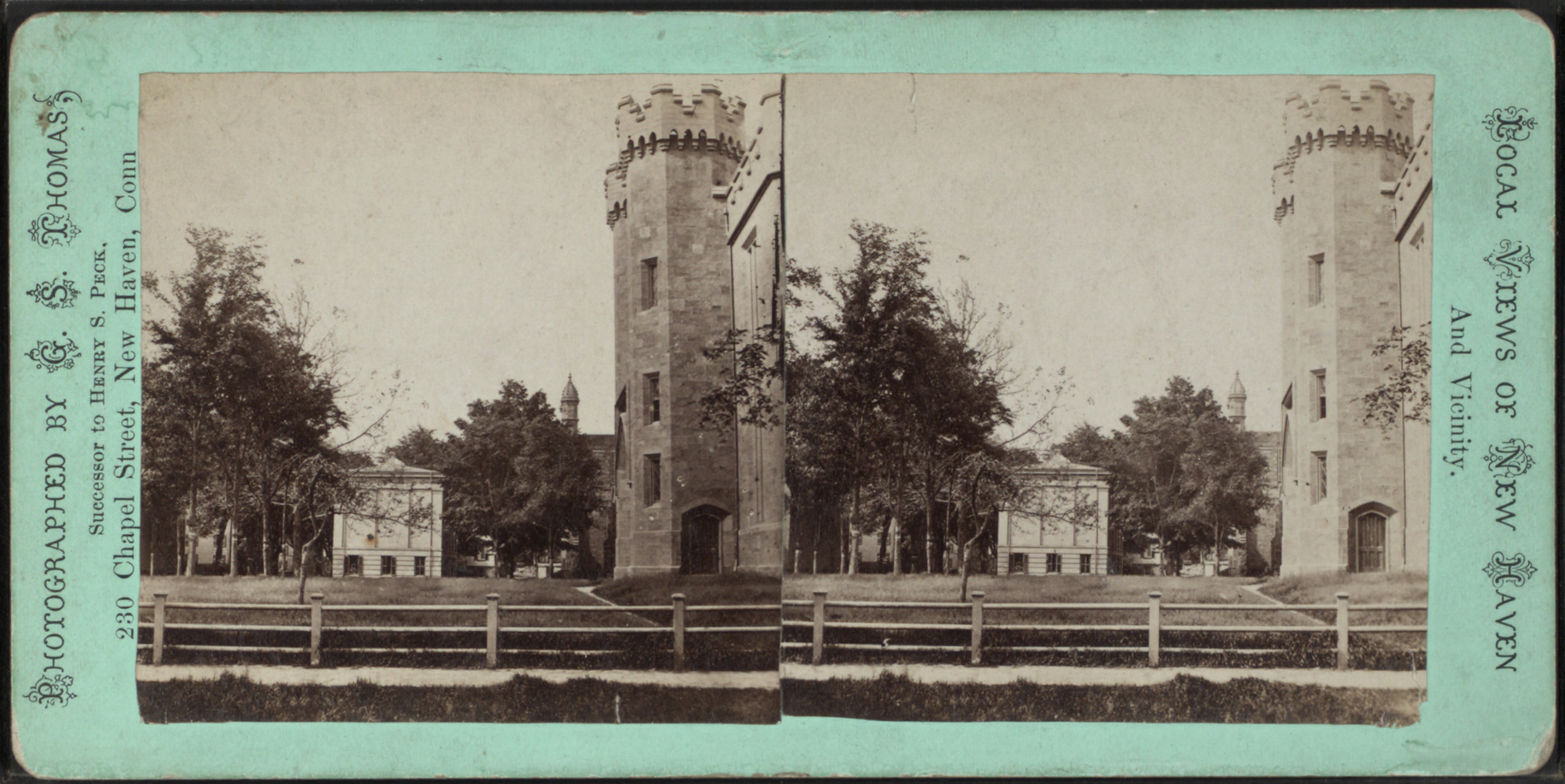
Antiguo salon de asociación Alumni

## Literatura
- Del Col, José Juan (2007). Diccionario auxiliar español-latino para el uso moderno del latín. Bahía Blanca: Instituto Superior Juan XXIII. ISBN 978-950-9771-34-5 [23]
- Segura Munguía, Santiago (2013). Nuevo diccionario etimológico latín-español y de las voces derivadas. Servicio de Publicaciones, Universidad de Deusto. ISBN 978-84-7485-754-2 [24]